# Archaeospheniscus
Archaeospheniscus — викопний рід пінгвінів, що існував впродовж еоцену та олігоцену (50-27 млн років тому).

## Скам'янілості
Рід містить три види. Рештки найменшого виду А. wimani знайдені в еоценових відкладеннях формації Ла Месета на острові Сеймур в Антарктиді. Вид сягав розмірів сучасного пінгвіна-шкіпеа. Два інших види (розміром з пінгвіна імператорського) описані з пізньоолігоценових відкладень формації Кокоаму Грінсанд в Новій Зеландії, що датуються віком 28-27 млн років.